# Daria Kondakova
Daria Kondakova (en ruso: Дарья Кондакова, nacida  el 30 de julio de 1991) es una gimnasta de Moscú, nacida en Sochi en Rusia. Ella en estos tres años (2011, 2010, 2009) ha ganado todas las medallas  de plata en el mundial y el Europeo 2010. Su entrenadora fue Anna Shumilova.

## Carrera

### Formación
Kondakova fue medallista de oro en el Campeonato Júnior de Europa de 2006  con la cinta, así como en la prueba por equipos júnior. Compitió brevemente como parte del equipo nacional de Rusia hasta el año 2008, y nuevamente como gimnasta individual.
El avance personal de Kondakova fue en 2009, cuando obtuvo muy buenos resultados en su primera temporada sénior, que culminó con l medalla de plata en los Campeonatos del Mundo de Gimnasia Rítmica en Mie. Ella fue medallista de plata por tres años consecutivos en los campeonatos mundiales en la competencia general; además de ganar la medalla de plata en los cuatro aparatos individuales en las mazas , aro, cinta y pelota.
En 2010, repitió su éxito como la plata en la competencia general, medalla de plata en los eventos de la Copa del Mundo en Pesaro y Portimao, así como en el Grand Prix y los torneos internacionales.
En la temporada 2011, Kondakova ganó en la competencia general la medalla de oro en los eventos de la Copa del Mundo en Kiev, Sofía y en Portimao, que le ganó a su compañera de equipo Yevgeniya Kanayeva. En septiembre de 2011, en el  Campeonato del Mundo de Gimnasia Rítmica en Montpellier, Francia,  ganó la medalla de plata en  los cuatro aparatos individuales con una diferencia de 0,05 puntos de la medalla de oro y su compatriota Yevgeniya Kanayeva. 

### Temporada 2012 y lesiones
En el 2012, a partir de sus resultados de 2011 en los Campeonatos del Mundo, Kondakova optó por participar en las clasificaciones de Londres  los Juegos Olímpicos, ganó la medalla de oro en los cuatro aparatos. Luego compitió en el Gran Premio de Moscú, ganando la medalla de oro por delante de su compañera Yevgeniya Kanayeva. En los eventos de la Copa del Mundo en Penza ganó el oro en el aparato de pelota, así como en lo demás la plata, y en Sofía y Pesaro ganó la medalla de plata en la competencia general detrás de Yevgeniya Kanayeva. Kondakova sufrió una lesión en la rodilla y fue sustituido por Alexandra Merkulova en el Campeonato Europeo de 2012. La seleccionadora de Rusia y la presidenta  de la Federación Rusa de Gimnasia Rítmica Irina Víner dijo que el tema de la participación en los Juegos Olímpicos sigue abierto y se resolverá solo después de que el Gran Premio en Austria en junio y en la Copa del Mundo en Bielorrusia, en julio.
Kondakova pasó por una cirugía menor para la rodilla en Alemania. Más tarde se reveló en una conferencia de Irina Víner de una recaída de una lesión del ligamento cruzado por lo que a Kondakova le impidió competir.
"Sólo un milagro podría ayudar a Kondakova a recuperarse a tiempo para los Juegos Olímpicos, ahora estamos intentando de todas las maneras posibles para que Kondakova pueda recuperarse para la Copa del Mundo no está lista para competir. Ella seguirá haciendo  la recuperación  después de la Copa del Mundo (en Minsk), pero puede dejar de preguntarse si es suficiente la preparación hasta el 09 de agosto ". Víner señaló que la batalla por el segundo boleto olímpico será entre Alexandra Merkulova y Daria Dmitrieva; Siendo finalmente Daria Dmitrieva quien gana el boleto para competir en los juegos olímpicos de Londres, 2012.
- Datos: Q439531
- Multimedia: Daria Kondakova / Q439531